# Toxodera
Toxodera es un género de mantis de la familia Toxoderidae.

## Especies
Las especies de este género son:
- Toxodera fimbriata
- Toxodera denticulata
- Toxodera beieri
- Toxodera integrifolia
- Toxodera maculata
- Toxodera monstrosa